# Ivan Baraban
Ivan Baraban (sinh 21 tháng 1 năm 1988 ở Vinkovci) là một cầu thủ bóng đá Croatia, hiện tại thi đấu cho NK Široki Brijeg ở Giải bóng đá ngoại hạng Bosnia và Herzegovina.